# Lex Rijger
Alexander Lodewijk Antonius (Lex) Rijger (2 december 1944 - 23 juni 2021) was een Surinaamse countryzanger en songwriter. Hij was bekend om zijn televisiespecials voor Kerstmis en Moederdag. Voordat hij muzikant werd, was hij basketballer en scheidsrechter. Hij richtte de basketbalclub SCVU en de stichting Country and Western Music Suriname op. Het door hem geschreven A song of life bereikte de finale van het componistenfestival SuriPop XV (2008) en werd gezongen door zijn drie dochters.

## Carrière
Rijger bezocht de Paulusschool in Suriname. Hij speelde voor de lokale basketbalploegen CLD en De Arend. Na een basketbalopleiding in Mexico keerde hij terug en richtte in 1964 met Paul "Pa Lefi" Leeflang het team SCVU op, waarvan hij vicevoorzitter werd. Hij werkte ook als scheidsrechter. Hoewel Rijger later zijn aandacht verlegde naar de muziek, behield hij de banden met SCVU.  Onder Rijger behoorde de SCVU tot de topteams van de Surinaamse Basketbal Federatie. In 1969 nam Rijger een baan aan bij de belastingdienst als deurwaarder, die hij 35 jaar lang zou behouden.
Rijger begon zijn carrière in de muziek in de jaren zeventig: hij richtte een band op genaamd 'The Drifter', die pop, blues en oldies speelde. In de jaren tachtig vroeg zijn zus Magda Jessurun-Rijger hem om met haar mee te doen aan een countrymuziek festival. Daarop besloten ze een band te beginnen onder de naam "Country Roads", die linedance-avonden zou organiseren. Toen Magda in de jaren negentig naar Nederland emigreerde, ging Rijger solo verder, soms samenwerkend met andere countryartiesten zoals René Nelson. Rijger trad op in casino's, hotels (zoals Hotel Torarica), en huisfeesten in heel Suriname; hij organiseerde ook televisiespecials voor Kerstmis en Moederdag en trad daar ook op. Rijger schreef veel van zijn eigen nummers, waaronder kerstliedjes. Ook richtte hij de stichting Country and Western Music Suriname op.

## Familie
Rijger trouwde in 1984 met Nisa Chandoe. Rijger en Nisa kregen vijf kinderen: twee zoons en drie dochters. Eén zoon overleed op jonge leeftijd. De overige vier kinderen (zoon Garry en dochters Cheryll, Xaviera en Zoureena) deden op latere leeftijd mee aan Rijger's optredens: Garry was dan de DJ, en de zusjes zongen als trio. Omdat Rijger ook voetbal als hobby had, coachte hij af en toe de jeugdvoetbalteams Puwa Nani en Bintang Baru '82, en liet zijn kinderen ook de trainingen bijwonen.
Garry overleed in 2004: hij stak een weg over, en werd aangereden door een taxi waarvan de chauffeur achter het stuur in slaap was gevallen. Rijger was erg getroffen door Garry's dood: hij ging met vervroegd pensioen als deurwaarder, en stopte drie jaar met optreden. Hij keerde langzaam terug naar optredens, met Nisa als DJ. In 2007 runde de familie vier maanden lang hun eigen club, de "Lex Rijger Countryclub" aan de Henck Arronstraat in Paramaribo; na de sluiting van de club gingen ze door met linedance-evenementen op verschillende locaties. Rijger's originele lied "A Song of Life", uitgevoerd door zijn dochters, was een van de tien uiteindelijke selecties voor SuriPop XV. Zijn jongste dochter Zoureena Rijger was Miss Suriname 2009.
Zijn oudste dochter Cheryll trouwde in 2019 met de acteur Ruben Welles.  Zijn dochters bleven tijdens hun concerten een of twee countrynummers ten gehore brengen, ook al verschoven ze naar meer housemuziek en pop.

## Overlijden
Rijgers laatste optreden was in 2013. In 2014 werd bij hem de ziekte van Alzheimer vastgesteld, maar hij had al enkele jaren daarvoor last van vergeetachtigheid en andere symptomen.
Hij overleed op 23 juni 2021 op 76-jarige leeftijd. Zijn begrafenis vond plaats op 2 juli in de Sint-Petrus en Pauluskathedraal, Paramaribo. Het Dagblad Suriname noemde hem "een stuk Texas in Suriname".